# Seminole County, Florida
Seminole County är ett administrativt område i delstaten Florida, USA. År 2010 hade countyt 422 718 invånare. Den administrativa huvudorten (county seat) är Sanford. 

## Geografi
Enligt United States Census Bureau har countyt en total area på 893 km². 798 km² av den arean är land och 95 km² är vatten.

### Angränsande countyn
- Brevard County, Florida - sydöst
- Volusia County, Florida - nord och öst
- Orange County, Florida - väst och syd
- Lake County, Florida - väst